# Лоурънс Питър
Лоурънс Джонстън Питър  (16 септември 1919 – 12 януари 1990) е бил педагог и „йерархист“ най-добре познат с формулирането на Принцип на Питър.

## Биография
Роден е във Ванкувър, Британска Колумбия, и започва кариерата си като учител през 1941. Получава докторска степен по образование от Вашингтонския университет през 1963.
През 1964 Питър се мести в Калифорния, където става доцент в Южнокалифорнийския университет.
Той става широко известен през 1968 с неговия „Принцип на Питър“, който гласи: „В йерархия всички служители биват повишавани до момента, в който достигнат „нивото си на некомпетентост“... С времето всеки пост се заема от служител, който не е достатъчно компетентен за да изпълнява задълженията си.... Работата се върши от тези служители които все още не са достигнали нивото си на некомпетентност.“ Принципът на Питър става един от най-проницателните принципи на мениджмънта, произлезли от Южнокалифорнийския университет. Той е много цитиран и в рамките на Училището за бизнес Маршал, към ЮКУ.
Друг известен цитат е „най-благородното от всички кучета е хотдогът (hot-dog, dog – куче на английски, бел.р.), то храни ръката, която го хапе“ .
От 1985 до смъртта си през 1990, д-р Лорънс Питър е участва в управлението на Kinetic Sculpture Race в Хумболд, Калифорния. Той е предложил награда за състезанието наречена „Златният Динозавър“ (The Golden Dinosaur Award), която се дава всяка година за първа изработена машина, която изцяло се чупи веднага след старта .

## Трудове
- The Peter Pyramid or will we ever get the point? (1986) – известна като The Peter Pyramid или „Пирамида на Питър“
- Why things go wrong
- Peter's Almanac
- Peter's People
- Peter's Quotations – преди това със заглавие 5,000 Gems of Wit & Wisdom и с оригинално заглавие Quotations for Our Time
- The Peter Plan
- Individual Instruction
- Classroom Instruction
- Therapeutic Instruction
- Teacher Education
- The Peter Prescription
- The Peter Principle (съавт. Raymond Hull) (1968)
- The Laughter Prescription (1982)
- Prescriptive Teaching